# Histon FC
Histon Football Club är en engelsk fotbollsklubb från de två byarna Histon och Impington, som ligger ungefär 5 kilometer från Cambridge,  Cambridgeshire i England. Den bildades 1904 och hemmamatcherna spelas på Glassworld Stadium i Impington. Smeknamnet är The Stutes.
Histons smeknamn kommer sig av att klubben förut hette Histon Institute, deras fotbollsstadium  Glassworld Stadium kallades förut Bridge Road. Rosen i deras klubbmärke symboliserar fältet som de fick av Chivers för att kunna bygga en fotbollsplan, fältet var täckt av rosor så klubbens grundare tyckte att det var lämpligt att ha en ros i klubbmärket.
Histons rivaler var tidigare Ely City, men då klubbarna inte har mött varandra de senaste åren så betraktar Histon numera Cambridge City som sina huvudrivaler. 

## Historia
Klubben bildades 1904 under namnet Histon Institute FC och de spelade under många år i the Cambridgeshire Football League. 
1960 gick klubben (som tagit bort "Institute" från sitt namn) med i Delphian League, de hann bara spela tre år i ligan innan den lades ned, Histon tillsammans med de flesta andra klubbarna från ligan gick istället med i Athenian League. 1966 bytte de till Eastern Counties Football League, som de kom att spela i de kommande 20-25 åren. När ECL bildade ytterligare en division 1988 placerades Histon i the Premier Division. 1995 ramlade de ned i Division One men två år senare var de tillbaka i the Premier Division. Säsongen 1999-00 vann de the Premier Division och flyttades upp i the Southern Football League.
Säsongen 2003-04 slutade Histon tvåa i Southern League's Eastern Division och man flyttades upp till Premier Division. De lyckades sedan på första försöket att vinna Premier Division och de flyttades därmed upp i Conference South, då den högsta nivån som man spelat på någon gång.
Deras första säsong i Conference South slutade på en femteplats och playoffspel för uppflyttning till Conference National. De vann den första matchen på bortaplan mot Farnborough Town med 3-0, men förlorade playoff finalen mot St. Albans City med 2-0. 
Den 14 april 2007 vann Stutes mot Welling United med 1-0 och säkrade uppflyttningen till Conference National. Adrian Cambridge gjorde matchens enda mål i den 89:e minuten. Bara två dagar innan hade tjänstemän från the Conference godkänt Glassworld Stadium för fotboll på Conference National-nivå. Under samma säsong gjorde supporterfavoriten Neil Kennedy sitt 300:e mål för klubben i samband med ett hattrick mot Havant & Waterlooville.
Den 28 augusti 2007 vann Histon sin första match i Conference National, den högsta nivån som klubben spelat på i sin 103-åriga historia. De vann mot Grays Athletic med 1-0 efter mål av Cliff Akurang. 

## Meriter
- Conference South Champions 2006-07
- Southern Football League Premier Division champions 2004-05
- Eastern Counties Football League Premier Division Champions 1999-00
- Eastern Counties Football League Division One Champions 1996-97
- Non League Fair Play Award, Winners, 2003/04